# كلوريد الساماريوم الثلاثي
 كلوريد الساماريوم الثلاثي مركب كيميائي له الصيغة SmCl3، ويكون على شكل بلورات صفراء شاحبة في الشكل اللامائي، أما على شكل سداسي هيدرات SmCl3.6H2O فله لون كريم.

## الخواص
- لمركب كلوريد الساماريوم الثلاثي انحلالية جيدة في الماء، وله شغف كبير للرطوبة حيث تظهر خاصة الاسترطاب بشكل واضح بأنه يشكل سداسي الهيدرات. ينحل المركب أيضاً  في الإيثانول.
- يمكن أن يؤدي التسخين السريع لعينة من سداسي الهيدرات إلى حدوث نوع من الحلمهة.[3] بالوصول إلى درجة الحرارة 110°س يفقد المركب خمسة جزيئات من الماء.[4]
- يعد كلوريد الساماريوم الثلاثي من حموض لويس القوية. يتفاعل بسهولة مع مركبات مثل هيدروكسيد الصوديوم وفلوريد البوتاسيوم، حيث تتشكل أملاح الساماريوم غير المنحلة حسب المعادلات:

SmCl3(aq) + 3NaOH(aq) → Sm(OH)3(s) + 3NaCl(aq)
SmCl3(aq) + 3KF(aq) → SmF3(s) + 3KCl(aq)

## التحضير
يحضر كلوريد الساماريوم الثلاثي من تفاعل فلز الساماريوم مع حمض هيدروكلوريك، ويمكن أن يجري التفاعل باستخدام كربونات الساماريوم الثلاثي.
2Sm(s) + 6HCl(aq) → 2SmCl3(aq) + 3H2(g) 
نحصل على الشكل الخالي من الماء من كلوريد الساماريوم الثلاثي بإجراء التفاعل مع غاز كلوريد الهيدروجين 
كما يمكن الحصول عليه من إجراء عملية تجفيف لسداسي الهيدرات، وذلك بالتسخين إلى 400°س بوجود 4 إلى 6 مكافئ من كلوريد الأمونيوم تحت الفراغ. أو بالتسخين مع كمية فائضة من كلوريد الثيونيل لمدة خمس ساعات.

## الاستخدامات
- يستخدم كلوريد الساماريوم الثلاثي من أجل الحصول على فلز الساماريوم، حيث يمزج المركب مع كل من كلوريد الصوديوم وكلوريد الكالسيوم من أجل تخفيض نقطة الانصهار. بعد صهر المركب تجرى له عملية تحليل كهربائي فنحصل على الفلز الحر.[8]
- يستعمل من أجل تحضير أملاح الساماريوم الأخرى ومركبات الساماريوم العضوية الفلزية مثل المعقدات التي تستخدم من أجل تحفيز تفاعلات الهدرجة والسيللة الهيدروجينية للألكينات.[9]